# 其昌假蛇尾草
其昌假蛇尾草（学名：Thaumastochloa chenii）为禾本科假蛇尾草屬下的一个种。

## 扩展阅读
- 維基物種上的相關：其昌假蛇尾草